# 呉工業高等専門学校
呉工業高等専門学校（くれこうぎょうこうとうせんもんがっこう、英: National Institute of Technology, Kure College）は、広島県呉市にある国立高等専門学校。
1964年に設置された。略称は呉高専。全国に51校ある高等専門学校の1校。

## 概要
学科（準学士課程）
- 機械工学科(M)
- 電気情報工学科(E)
  - エネルギ制御コース
  - 情報通信コース
- 環境都市工学科(C)
- 建築学科(A)

専攻科（学士課程）
- プロジェクトデザイン工学専攻専攻(PD)

## 沿革
- 1964年4月1日　国立呉工業高等専門学校開校。機械工学科、電気工学科、建築学科の3学科を設置
- 1969年4月1日　土木工学科設置
- 1979年4月1日　編入学生受入開始
- 1987年4月1日　情報処理センター設置
- 1989年4月1日　外国人留学生受入開始
- 1996年4月1日　土木工学科を環境都市工学科に改組
- 1997年1月1日　地域共同技術・研究センター設置
- 1998年4月1日　専攻科設置。機械電気工学専攻、建設工学専攻の2専攻
- 2000年4月1日　地域共同技術・研究センターを地域共同テクノセンターに改称
- 2002年4月1日　電気工学科を電気情報工学科に改組
- 2004年4月1日　独立行政法人国立高等専門学校機構呉工業高等専門学校に移行
- 2005年5月12日　技術者教育プログラム「環境都市工学プログラム」を日本技術者教育認定機構（JABEE）が認定
- 2006年5月8日　技術者教育プログラム「機械工学コース」、「建築学コース」を日本技術者教育認定機構（JABEE）が認定
- 2010年5月13日　技術者教育プログラム「電気情報工学プログラム」を日本技術者教育認定機構（JABEE）が認定

## アクセス
- JR呉線 安芸阿賀駅から徒歩約10分
- 広電バス 先小倉停留所から徒歩約7分

## 著名な出身者
- 灘岡和夫 - 環境学者、東京工業大学名誉教授、元日本サンゴ礁学会副会長
- D-SHADE - ヴィジュアル系ロックバンド
- 谷本貴義 - 歌手・作詞家・作曲家・編曲家（中退）